# Vasilij Nikolaevič Kajurov
Vasilij Nikolaevič Kajurov, in russo Василий Николаевич Каюров? (Teren'ga, 1º gennaio 1876 – Alma Ata, 11 settembre 1936), è stato un rivoluzionario russo, militante bolscevico.

## Biografia
Nato nel villaggio di Teren'ga, presso Sengilej, subito dopo gli studi elementari lavorò come bracciante da un proprietario terriero del luogo poi, nel 1896 si trasferì a Nižnij Novgorod per impiegarsi come operaio nella fabbrica Kurbatov. Si sposò, aderì al clandestino POSDR e s'impiegò in una fabbrica di Sormovo, alla periferia di Nižnij Novgorod. Dalla moglie Elena ebbe nel 1899 il figlio Aleksandr, nel 1902 Anatolij, nel 1910 Pëtr e Viktor nel 1912. Nel 1905 partecipò alla fallita insurrezione di Sormovo. Arrestato nel 1909, fu inviato in soggiorno obbligato per due anni nella provincia di Samara. Nel 1912 si trasferì a San Pietroburgo, dove lavorò come operaio e fu attivo nell'organizzazione bolscevica della capitale.
Nel 1917 partecipò alla rivoluzione di febbraio, dei cui eventi iniziali lasciò una memoria scritta. Eletto nel comitato esecutivo del soviet di Vyborg, in luglio ospitò nella sua casa Lenin, minacciato d'arresto dal governo provvisorio. Durante la guerra civile combatté contro i Bianchi nella zona di Kazan' e fu a capo del Dipartimento politico della V Armata rossa del Fronte orientale. Finita la guerra, assunse diversi incarichi di carattere politico ed economico e dal 1926 lavorò all'Istituto Lenin di Mosca.
Nell'agosto del 1932 Kajurov, con il figlio Aleksandr, Rjutin e altri creò l'« Unione dei marxisti-leninisti », cercando di raggruppare in un fronte comune tutte le varie forze di opposizione, da Bucharin, a Zinov'ev e a Trockij, in modo da liquidare la dittatura di Stalin e dei suoi seguaci al potere. Arrestato il 15 settembre 1932, il 9 ottobre fu espulso dal Partito ed esiliato per tre anni a Birsk. Qui lavorò come falegname ma fu ancora arrestato il 4 novembre 1935 e mandato in esilio ad Alma Ata, dove morì l'11 settembre 1936.
Il figlio Aleksandr fu condannato a morte per « partecipazione ad organizzazione controrivoluzionaria » e fucilato il 13 agosto 1937. Entrambi furono poi riabilitati.

## Scritti
- Vasilij N. Kajurov, Šest' dnej Fevral'skoj revoljucii [I sei giorni della Rivoluzione di febbraio], in « Proletarskaja revoljucija », 1, 1923